# Volcanes del Estado de México
|si hay volcanes

## Historia
Los Volcanes del Estado de México debutarán en el año 2010 en la LNBP.

## Jugadores

### Roster actual
Velarde Bedolla Abel 
Bravo Pedroza Juan Pablo 
Peña Torres Juan Manuel 
Rosas Miranda Oscar Antonio 
Morina Larry Lloyd 
Moore Cheyenne Dwayne
Herrera Velázquez Irving Alberto 
Sánchez García David 
Lira Hernández Gerardo 
Thomas Carl Emanuel 
Jones Velázquez Nicholas Franklin 
Roland Calvin Eugene
Bravo Pedroza Juan Pablo